# Copa de la CEI 2000
La Copa de la CEI 2000 es la octava edición del torneo de fútbol a nivel de clubes organizado por la Unión de Fútbol de Rusia y que contó con la participación de 16 equipos representantes de los países que anteriormente formaban a la Unión Soviética.
El FC Spartak Moscow de Rusia venció al FC Zimbru Chisinau de Moldavia en la final jugada en Moscú para ser campeón del torneo por quinta ocasión y segunda de manera consecutiva.
Es la primera edición en la que participan todos los campeones de liga de los países participantes.

## Participantes
| Equipo                 | Clasificación                                         | Apariciones |
| ---------------------- | ----------------------------------------------------- | ----------- |
| División Superior      |                                                       |             |
| Spartak Moscow         | Campeón de la 1999 Russian Top Division               | 7           |
| FC Dynamo Kiev         | Campeón de la 1998–99 Vyshcha Liha                    | 5           |
| BATE Borisov           | Campeón de la 1999 Belarusian Premier League          | 1           |
| Žalgiris Kaunas        | Campeón de la 1999 A Lyga                             | 2           |
| Skonto Riga            | Campeón de la 1999 Latvian Higher League              | 8           |
| Kapaz Ganja            | Campeón de la 1998–99 Azerbaijan Top League           | 4           |
| Zimbru Chișinău        | Campeón de la 1998–99 Moldovan National Division      | 7           |
| Shirak Gyumri          | Campeón de la 1999 Armenian Premier League            | 2           |
| Primera División       |                                                       |             |
| Dinamo Tbilisi         | Campeón de la 1998–99 Umaglesi Liga                   | 8           |
| Nisa Aşgabat           | Campeón de la 1998–99 Ýokary Liga                     | 1           |
| Levadia Maardu         | Campeón de la 1999 Meistriliiga                       | 1           |
| Irtysh-Bastau Pavlodar | Campeón de la 1999 Kazakhstan Premier League          | 3           |
| Dustlik Tashkent       | Campeón de la 1999 Uzbek League                       | 1           |
| Varzob Dushanbe        | Campeón de la 1999 Tajik League                       | 2           |
| CAG-Dinamo-MVD Bishkek | Campeón de la 1999 Kyrgyzstan League                  | 3           |
| Rusia U19              | Participante no oficial, no es elegible para ascender | 2           |

## Primera División

### Grupo C

#### Tabla No Oficial
| Equipo           | J | G | E | P | GF | GC | GD | Pts |
| ---------------- | - | - | - | - | -- | -- | -- | --- |
| Dustlik Tashkent | 3 | 2 | 0 | 1 | 6  | 5  | +1 | 6   |
| Nisa Aşgabat     | 3 | 1 | 1 | 1 | 7  | 6  | +1 | 4   |
| Rusia U19        | 3 | 1 | 1 | 1 | 4  | 5  | -1 | 4   |
| Levadia Maardu   | 3 | 1 | 0 | 2 | 6  | 7  | -1 | 3   |

#### Tabla Oficial
| Equipo           | J | G | E | P | GF | GC | GD | Pts |
| ---------------- | - | - | - | - | -- | -- | -- | --- |
| Nisa Aşgabat     | 2 | 1 | 0 | 1 | 5  | 4  | +1 | 3   |
| Levadia Maardu   | 2 | 1 | 0 | 1 | 5  | 5  | 0  | 3   |
| Dustlik Tashkent | 2 | 1 | 0 | 1 | 4  | 5  | -1 | 3   |

| 22 de enero de 2000 | Nisa Aşgabat                  | 2 – 2 | Rusia U19                  | Spartak Manege, Moscú                                  |                                                        |
|                     | Kuljagazow 41' · Agabaýew 75' |       | Gorokhov 51' · Tokarev 90' | Asistencia: 200 espectadores Árbitro(s): Romāns Lajuks | Asistencia: 200 espectadores Árbitro(s): Romāns Lajuks |

| 22 de enero de 2000 | Dustlik Tashkent | 1 – 4 | Levadia Maardu                             | Spartak Manege, Moscú                                        |                                                              |
|                     | Davletov 35'     |       | V.Leitan 3' 6' · Kolbasenko 14' 48' (pen.) | Asistencia: 200 espectadores Árbitro(s): Sergo Kvaratskhelia | Asistencia: 200 espectadores Árbitro(s): Sergo Kvaratskhelia |

| 23 de enero de 2000 | Rusia U19 | 0 – 2 | Dustlik Tashkent                    | Spartak Manege, Moscú                                |                                                      |
|                     |           |       | Khasanov 3' (pen.) · S.Kurbonov 73' | Asistencia: 250 espectadores Árbitro(s): Oleg Chikun | Asistencia: 250 espectadores Árbitro(s): Oleg Chikun |

| 23 de enero de 2000 | Levadia Maardu | 1 – 4 | Nisa Aşgabat                                              | Spartak Manege, Moscú                                    |                                                          |
|                     | Kolbasenko 40' |       | Kulyýew 24' · Agabaýew 27' · Bayliev 66' · Kuljagazow 89' | Asistencia: 200 espectadores Árbitro(s): Vasyl Melnychuk | Asistencia: 200 espectadores Árbitro(s): Vasyl Melnychuk |

| 25 de enero de 2000 | Levadia Maardu | 1 – 2 | Rusia U19                           | Spartak Manege, Moscú                                 |                                                       |
|                     | V.Leitan 40'   |       | Tokarev 36' · Kalimullin 86' (a.g.) | Asistencia: 200 espectadores Árbitro(s): Asim Khudiev | Asistencia: 200 espectadores Árbitro(s): Asim Khudiev |

| 25 de enero de 2000 | Dustlik Tashkent                  | 3 – 1 | Nisa Aşgabat   | Spartak Manege, Moscú                                     |                                                           |
|                     | M.Kurbonov 47' 85' · Davletov 59' |       | Goçgulyýew 81' | Asistencia: 200 espectadores Árbitro(s): Karen Nalbandyan | Asistencia: 200 espectadores Árbitro(s): Karen Nalbandyan |

### Grupo D
| Equipo                 | J | G | E | P | GF | GC | GD | Pts |
| ---------------------- | - | - | - | - | -- | -- | -- | --- |
| Varzob Dushanbe        | 3 | 2 | 1 | 0 | 8  | 5  | +3 | 7   |
| Dinamo Tbilisi         | 3 | 2 | 0 | 1 | 13 | 9  | +4 | 6   |
| Irtysh-Bastau Pavlodar | 3 | 1 | 1 | 1 | 10 | 8  | +2 | 4   |
| CAG-Dinamo-MVD Bishkek | 3 | 0 | 0 | 3 | 3  | 12 | -9 | 0   |

| 22 de enero de 2000 | Dinamo Tbilisi                                                    | 5 – 2 | CAG-Dinamo-MVD Bishkek | Spartak Manege, Moscú                                     |                                                           |
|                     | Aleksidze 23' 43' · Kebadze 40' · Tsitaishvili 67' · Nemsadze 88' |       | Salo 50' · Ivanov 54'  | Asistencia: 800 espectadores Árbitro(s): Vladimir Antonov | Asistencia: 800 espectadores Árbitro(s): Vladimir Antonov |

| 22 de enero de 2000 | Varzob Dushanbe            | 2 – 2 | Irtysh-Bastau Pavlodar          | Spartak Manege, Moscú                                    |                                                          |
|                     | Knyazev 24' · Khamidov 28' |       | Mendes 36' (pen.) · Klishin 44' | Asistencia: 300 espectadores Árbitro(s): Valentin Ivanov | Asistencia: 300 espectadores Árbitro(s): Valentin Ivanov |

| 23 de enero de 2000 | Dinamo Tbilisi                                    | 3 – 5 | Varzob Dushanbe                                              | Spartak Manege, Moscú                                 |                                                       |
|                     | Aleksidze 14' · Anchabadze 54' · Tsitaishvili 77' |       | Nazarov 32' 79' · Ashurmamadov 44' · Khamidov 62' (pen.) 68' | Asistencia: 350 espectadores Árbitro(s): Asim Khudiev | Asistencia: 350 espectadores Árbitro(s): Asim Khudiev |

| 23 de enero de 2000 | Irtysh-Bastau Pavlodar                                           | 6 – 1 | CAG-Dinamo-MVD Bishkek | Spartak Manege, Moscú                                  |                                                        |
|                     | Mendes 5' · Zubarev 21' 33' 71' · Miroshnichenko 30' · Gumar 52' |       | Krokhmal 59'           | Asistencia: 200 espectadores Árbitro(s): Yuri Baskakov | Asistencia: 200 espectadores Árbitro(s): Yuri Baskakov |

| 25 de enero de 2000 | CAG-Dinamo-MVD Bishkek | 0 – 1 | Varzob Dushanbe | Spartak Manege, Moscú                                  |                                                        |
|                     |                        |       | Khamidov 67'    | Asistencia: 200 espectadores Árbitro(s): Romāns Lajuks | Asistencia: 200 espectadores Árbitro(s): Romāns Lajuks |

| 25 de enero de 2000 | Irtysh-Bastau Pavlodar           | 2 – 5 | Dinamo Tbilisi                                                 | Spartak Manege, Moscú                                    |                                                          |
|                     | Zubarev 25' · Miroshnichenko 37' |       | Anchabadze 44' · Datvadze 53' · Nemsadze 76' 86' · Kebadze 90' | Asistencia: 350 espectadores Árbitro(s): Vasyl Melnychuk | Asistencia: 350 espectadores Árbitro(s): Vasyl Melnychuk |

## División Superior

### Grupo A
| Equipo          | J | G | E | P | GF | GC | GD  | Pts |
| --------------- | - | - | - | - | -- | -- | --- | --- |
| Spartak Moscow  | 3 | 3 | 0 | 0 | 11 | 2  | +9  | 9   |
| Zimbru Chișinău | 3 | 2 | 0 | 1 | 6  | 4  | +2  | 6   |
| Žalgiris Kaunas | 3 | 1 | 0 | 2 | 3  | 4  | -1  | 3   |
| Kapaz Ganja     | 3 | 0 | 0 | 3 | 1  | 11 | -10 | 0   |

| 22 de enero de 2000 | Žalgiris Kaunas | 1 – 2 | Zimbru Chișinău | Olympic Sport Complex, Moscú                                        |                                                                     |
|                     | Kšanavičius 16' |       | Kulik 25' 62'   | Asistencia: 400 espectadores Árbitro(s): Karen Nalbandyan (Armenia) | Asistencia: 400 espectadores Árbitro(s): Karen Nalbandyan (Armenia) |

| 22 de enero de 2000 | Spartak Moscow                                                         | 6 – 1 | Kapaz Ganja | Olympic Sport Complex, Moscú                              |                                                           |
|                     | Robson 4' 55' · Baranov 12' · Titov 32' · Shchyogolev 77' · Shirko 78' |       | Rzayev 63'  | Asistencia: 9,000 espectadores Árbitro(s): Oleg Timofejev | Asistencia: 9,000 espectadores Árbitro(s): Oleg Timofejev |

| 23 de enero de 2000 | Kapaz Ganja | 0 – 2 | Žalgiris Kaunas                  | Olympic Sport Complex, Moscú                                    |                                                                 |
|                     |             |       | Mammadov 40' (a.g.) · Dedura 88' | Asistencia: 1,000 espectadores Árbitro(s): Sergey Tsaregradskiy | Asistencia: 1,000 espectadores Árbitro(s): Sergey Tsaregradskiy |

| 23 de enero de 2000 | Zimbru Chișinău | 1 – 3 | Spartak Moscow              | Olympic Sport Complex, Moscú                                  |                                                               |
|                     | Miterev 25'     |       | Baranov 16' · Titov 49' 86' | Asistencia: 8,000 espectadores Árbitro(s): Kiyomiddin Safarov | Asistencia: 8,000 espectadores Árbitro(s): Kiyomiddin Safarov |

| 25 de enero de 2000 | Kapaz Ganja | 0 – 3 | Zimbru Chișinău                         | Olympic Sport Complex, Moscú                             |                                                          |
|                     |             |       | Hilazyev 17' · Miterev 18' · Gușilă 77' | Asistencia: 200 espectadores Árbitro(s): Valentin Ivanov | Asistencia: 200 espectadores Árbitro(s): Valentin Ivanov |

| 25 de enero de 2000 | Spartak Moscow         | 2 – 0 | Žalgiris Kaunas | Olympic Sport Complex, Moscú                                |                                                             |
|                     | Robson 19' · Titov 35' |       |                 | Asistencia: 5,000 espectadores Árbitro(s): Vladimir Antonov | Asistencia: 5,000 espectadores Árbitro(s): Vladimir Antonov |

### Grupo B
| Equipo         | J | G | E | P | GF | GC | GD | Pts |
| -------------- | - | - | - | - | -- | -- | -- | --- |
| Skonto Riga    | 3 | 3 | 0 | 0 | 11 | 2  | +9 | 9   |
| BATE Borisov   | 3 | 1 | 1 | 1 | 6  | 4  | +2 | 4   |
| FC Dynamo Kiev | 3 | 1 | 1 | 1 | 1  | 5  | -4 | 4   |
| Shirak Gyumri  | 3 | 0 | 0 | 3 | 2  | 9  | -7 | 0   |

| 22 de enero de 2000 | Shirak Gyumri          | 1 – 3 | Skonto Riga                                  | Olympic Sport Complex, Moscú                              |                                                           |
|                     | Harutyunyan 39' (pen.) |       | Rekhviashvili 3' · Chaladze 29' · Rubins 35' | Asistencia: 2,000 espectadores Árbitro(s): Rashid Aytekov | Asistencia: 2,000 espectadores Árbitro(s): Rashid Aytekov |

| 22 de enero de 2000 | FC Dynamo Kiev | 0 – 0 | BATE Borisov | Olympic Sport Complex, Moscú                            |  |
|                     |                |       |              | Asistencia: 2,500 espectadores Árbitro(s): Gercas Žakas |  |

| 23 de enero de 2000 | BATE Borisov | 1 – 3 | Skonto Riga                                               | Olympic Sport Complex, Moscú                               |                                                            |
|                     | Kutuzov 8'   |       | Koļesņičenko 16' · Zemļinskis 33' (pen.) · Tereškinas 47' | Asistencia: 2,500 espectadores Árbitro(s): Eldar Ramazanov | Asistencia: 2,500 espectadores Árbitro(s): Eldar Ramazanov |

| 23 de enero de 2000 | FC Dynamo Kiev | 1 – 0 | Shirak Gyumri | Olympic Sport Complex, Moscú                               |                                                            |
|                     | Konovalov 83'  |       |               | Asistencia: 1,500 espectadores Árbitro(s): Viktor Kolpakov | Asistencia: 1,500 espectadores Árbitro(s): Viktor Kolpakov |

| 25 de enero de 2000 | Shirak Gyumri | 1 – 5 | BATE Borisov                                                            | Olympic Sport Complex, Moscú                           |                                                        |
|                     | Petrosyan 73' |       | Lahun 41' · Akulich 67' · Lashankow 76' · Yermakovich 77' · Kutuzov 90' | Asistencia: 500 espectadores Árbitro(s): Yuri Baskakov | Asistencia: 500 espectadores Árbitro(s): Yuri Baskakov |

| 25 de enero de 2000 | Skonto Riga                                | 5 – 0 | FC Dynamo Kiev | Olympic Sport Complex, Moscú                                   |                                                                |
|                     | Buitkus 16' · Koļesņičenko 40' 42' 59' 73' |       |                | Asistencia: 2,500 espectadores Árbitro(s): Sergo Kvaratskhelia | Asistencia: 2,500 espectadores Árbitro(s): Sergo Kvaratskhelia |

## Fase Final

### Semifinal
- Se toman en cuenta dos resultados de la primera ronda: Zimbru v Spartak (1–3) y BATE v Skonto (1–3).

| Equipo          | J | G | E | P | GF | GC | GD  | Pts |
| --------------- | - | - | - | - | -- | -- | --- | --- |
| Spartak Moscow  | 3 | 2 | 0 | 1 | 9  | 4  | +5  | 6   |
| Zimbru Chișinău | 3 | 2 | 0 | 1 | 7  | 3  | +4  | 6   |
| Skonto Riga     | 3 | 2 | 0 | 1 | 5  | 4  | +1  | 6   |
| BATE Borisov    | 3 | 0 | 0 | 3 | 2  | 12 | -10 | 0   |

| 26 de enero de 2000 | Zimbru Chișinău        | 2 – 0 | Skonto Riga | Olympic Sport Complex, Moscú                               |                                                            |
|                     | Berco 73' · Gușilă 84' |       |             | Asistencia: 1,000 espectadores Árbitro(s): Valentin Ivanov | Asistencia: 1,000 espectadores Árbitro(s): Valentin Ivanov |

| 26 de enero de 2000 | Spartak Moscow                                            | 5 – 1 | BATE Borisov | Olympic Sport Complex, Moscú                               |                                                            |
|                     | Shirko 16' · Robson 45' 52' · Kechinov 70' · Buznikin 90' |       | Hleb 26'     | Asistencia: 5,000 espectadores Árbitro(s): Vasyl Melnychuk | Asistencia: 5,000 espectadores Árbitro(s): Vasyl Melnychuk |

| 28 de enero de 2000 | BATE Borisov | 0 – 4 | Zimbru Chișinău                                     | Olympic Sport Complex, Moscú                              |                                                           |
|                     |              |       | Boreț 13' · Kulik 32' · Miterev 58' · Butelschi 79' | Asistencia: 1,000 espectadores Árbitro(s): Oleg Timofejev | Asistencia: 1,000 espectadores Árbitro(s): Oleg Timofejev |

| 28 de enero de 2000 | Skonto Riga                         | 2 – 1 | Spartak Moscow | Olympic Sport Complex, Moscú                                |                                                             |
|                     | Buitkus 46' · Zemļinskis 49' (pen.) |       | Shirko 8'      | Asistencia: 6,000 espectadores Árbitro(s): Karen Nalbandyan | Asistencia: 6,000 espectadores Árbitro(s): Karen Nalbandyan |

### Final
| 30 de enero de 2000 | Spartak Moscow                       | 3 – 0 | Zimbru Chișinău | Olympic Sport Complex, Moscú                                |                                                             |
|                     | Shirko 28' · Bulatov 68' · Titov 81' |       |                 | Asistencia: 16,000 espectadores Árbitro(s): Vasyl Melnychuk | Asistencia: 16,000 espectadores Árbitro(s): Vasyl Melnychuk |

## Campeón
| Copa de la CEI 2000         |
| --------------------------- |
| Bandera de Rusia            |
| FC Spartak Moscow 5º Título |

## Máximos goleadores
| # | Futbolista             | Equipo                 | Goles |
| - | ---------------------- | ---------------------- | ----- |
| 1 | Yegor Titov            | Spartak Moscow         | 5     |
| 1 | Luis Robson            | Spartak Moscow         | 5     |
| 1 | Vladimirs Koļesņičenko | Skonto Riga            | 5     |
| 4 | Aleksandr Shirko       | Spartak Moscow         | 4     |
| 4 | Viktor Zubarev         | Irtysh-Bastau Pavlodar | 4     |
| 4 | Sukhrob Khamidov       | Varzob Dushanbe        | 4     |